# شیروکی (ماگادان)
شیروکی (به لاتین: Shiroky) یک منطقهٔ مسکونی در روسیه است که در استان ماگادان واقع شده‌است.